# Santa Paula (Schiff, 1958)
Die Santa Paula war ein 1958 in Dienst gestelltes Kombischiff der US-amerikanischen Reederei Grace Line, das bis 1971 im Liniendienst nach Südamerika im Einsatz war. Anschließend lag das Schiff ab 1978 als Hotelschiff in Kuwait, ehe es 1991 bei Angriffen während des Zweiten Golfkriegs zerstört wurde. 2002 erfolgte der Abbruch des Wracks nach weiteren 11 Jahren Liegezeit.

## Geschichte
Die Santa Paula entstand unter der Baunummer 522 in der Werft von Newport News Shipbuilding in Newport News und lief am 28. Juni 1958 vom Stapel. Nach ihrer Ablieferung an die Grace Line am 9. Oktober 1958 nahm sie am 17. Oktober den Liniendienst von New York nach Südamerika auf. Sie ergänzte hierbei ihr wenige Monate vorher abliefertes Schwesterschiff Santa Rosa. Die Santa Paula ersetzte ein gleichnamiges Schiff, die Santa Rosa der Grace Line aus dem Jahr 1932, das anschließend ausgemustert und nach Griechenland verkauft wurde. Die neue Santa Paula wurde wie ihr Schwesterschiff von William Francis Gibbs entworfen, der mehrere Jahre zuvor bereits die Pläne für die United States lieferte und die beiden Neubauten der Grace Line als kleinere Versionen eben dieses Schiffes konstruierte. Selbst die Inneneinrichtung wurde vom selben Innenarchitekturbüro gestaltet.
Am 25. November 1964 kam die Santa Paula in der Karibik dem havarierten Tanker Stolt Dagali zu Hilfe, nachdem dieser nach einer Kollision mit dem israelischen Passagierschiff Shalom auseinandergebrochen und teilweise gesunken war. 25 Besatzungsmitglieder des Tankers konnten gerettet werden, während 18 weitere beim Unglück ums Leben kamen.
Nach einer insgesamt gut 12 Jahre andauernden Dienstzeit wurde die Santa Paula am 16. Januar 1971 ausgemustert, nachdem der Liniendienst unrentabel geworden war. Nach einer Aufliegezeit auf den Hampton Roads ging das Schiff 1972 an die griechische Sun Line, die zuvor bereits mit der Stella Solaris ein ehemaliges Linienpassagierschiff erfolgreich zum Kreuzfahrtschiff umbauen ließ. Die Santa Rosa erhielt den Namen Stella Polaris, doch der geplante Umbau für den Kreuzfahrtdienst erfolgte nie. Stattdessen wurde das Schiff nach fünf Jahren Liegezeit in Piräus 1976 für den Einsatz als schwimmendes Hotel in Perama umgerüstet und nach weiteren Umbauarbeiten in Rijeka im September 1978 als Kuwait Marriott Hotel nach Kuwait überführt. Die Eröffnung des Hotels folgte 1980. Betreiber war fortan Marriott International.
1989 wurde das Hotelschiff in Ramada al Salam Hotel umbenannt. Nur zwei Jahre später endete die Laufbahn der ehemaligen Santa Paula, als es 1991 während Angriffen auf Kuwait im Zweiten Golfkriegs zerstört wurde. Das ausgebrannte Wrack blieb noch bis zu seinem Abbruch 2002 vor Ort liegen. Teile der noch intakten Maschinenanlage wurden als Ersatzteile im Schwesterschiff Santa Rosa verwendet, das stark umgebaut als Kreuzfahrtschiff Emerald bzw. The Emerald noch bis 2009 im Einsatz war.